# Pico de Aneto
Pico de Aneto lub po prostu Aneto (kat. Pic d’Aneto) – najwyższy szczyt Pirenejów w masywie Maladeta o wysokości 3404 m n.p.m. Znajduje się w Hiszpanii, w prowincji Huesca na północy Aragonii. Ze względu na położenie szczytu jego francuska nazwa – Néthou – wyszła z użycia.

## Wspinaczka
Większość wejść na Aneto zaczyna się w schronisku Rencluse (2140 m n.p.m.). Stamtąd trasa przecina dłuższą część lodowca, który rozciąga się po północnej stronie Aneto. Szczyt jest chroniony przez krótkie skaliste przejście nazywane Mostem Mahommeta. Jest to wąska grań zbudowana z dużych, stabilnych bloków skalnych. Ze szczytu zobaczyć można pokryty śniegiem masyw Maladeta na północy oraz wyschnięty Alto Aragon na południu.

## Pierwsze wejścia
18 lipca 1842 roku Platon de Tchihatcheff, były rosyjski oficer stacjonujący w Luchon, wyruszył z Bagnères-de-Luchon w towarzystwie przewodników Pierre'a Sanio, Bernarda Arrazau oraz Pierre'a Redonneta. W wyprawie brali też udział Albert de Franqueville – normandzki botanik – oraz jego przewodnik Jean Sors. Wejście rozpoczęto z Hospice de France, przecinając przełęcz Benasque. Członkowie wyprawy noc spędzili w szałasie na Renclusa, gdzie obecnie znajduje się schronisko Renclusa.
Następnego dnia podróżnicy przeszli przez przesmyk Alba i zgubili drogę na południowym stoku koło jeziora Gregueña. Pod koniec dnia znaleźli schronienie w chatce koło doliny Vallibierna. 
20 lipca 1842 roku grupa wyruszyła na przesmyk Coroné. Mimo obaw przed szczelinami w lodowcu, zdecydowano o podejściu na szczyt właśnie poprzez lodowiec. Po pokonaniu grani szerokiej na zaledwie kilka metrów (nazwanej przez Alberta de Franqueville'a Mostem Mahommeta), podróżnicy zdobyli szczyt Aneto, gdzie usypali kopiec i pozostawili butelkę zawierającą imiona wszystkich uczestników wyprawy.
Pierwszego zimowego wejścia na szczyt Aneto dokonali Roger de Monts, B. Courrèges oraz B. i V. Pagetowie 1 marca 1878 roku.